# Universidad Libre de Ucrania
La Universidad Libre Ucraniana (En ucraniano: Український Вільний Університет) es una institución universitaria privada en Múnich, Alemania.

## Historia
La Universidad Libre Ucraniana (sus siglas UFU), se fundó en Viena el 17 de enero de 1921. Al final del mismo año, la Universidad se traslada a Praga, la por entonces capital de Checoslovaquia. El gobierno de Checoslovaquia, encabezado por el presidente Tomás Masaryk, da base legal y financiera para apoyar la Universidad.
La iniciativa de organizar una Universidad ucraniana fuera de Ucrania viene de los propios catedráticos ucranianos, que previamente habían enseñado en universidades del Imperio austrohúngaro o Imperio ruso. Escritores, periodistas y estudiantes que se encontraban en el exilio después de la Primera Guerra Mundial y del colapso de la República Popular Ucraniana. Esta Universidad fue activamente apoyada por la República Nacional de Ucrania Occidental, encabezada por el presidente Yevhen Petrushevych.
En 1945 la Universidad se restablece en Múnich. Va a ser reconocida oficialmente por el gobierno Bávaro en 1950, con derecho a graduar titulaciones académicas superiores como Master o Doctor. Desde noviembre de 1992, el Ministerio de Educación de Ucrania reconoce los títulos emitidos por la Universidad Libre.